# Lijst van personages uit Alfred Jodocus Kwak
Dit zijn de personages uit de televisie- en kinderboeken-serie Alfred Jodocus Kwak.

## Hoofdpersonages

### Alfred Jodocus Kwak
Stem: Ryan van den Akker

Komt in alle afleveringen voor

Alfred Jodocus Kwak is de hoofdpersoon van de tekenfilmserie. Alfred is een kleine, gele eend, wonend in een uitgebouwde klomp in Groot Waterland. Hij is moedig, vol dadendrang, eerlijk en altijd bezorgd om het welzijn van een ander. Dat resulteert erin dat hij zichzelf en zijn adoptievader Henk de Mol regelmatig in gevaar brengt, vaak om anderen te helpen of aan een bepaald goed doel te werken. Zo belandt Alfred in vele avonturen en komt op vele plaatsen ter wereld, of zelfs daarbuiten. Een kenmerkende uitspraak van Alfred is "Pico bello!" en "KWEK KWEK KWEK-'k ben wel goed, maar 'k ben niet gek".

### Henk de Mol
Stem: Frits Lambrechts

Komt in vrijwel alle afleveringen voor

Een mol en erkend mijnbouwexpert, die zich na de dood van diens ouders om Alfred bekommert. Hij was altijd goede vrienden met Alfreds ouders, Johan Kwak en Anna van de Polder. Om Alfred een goede thuis te kunnen geven, ging hij na hun dood in een klein bovengronds huis wonen. Dit was voorheen van Henks grootvader en bevindt zich vlak bij een oude mijn. Henk staat Alfred in al zijn avonturen bij en geeft hem daarbij doordachte adviezen. Alfred beschouwt Henk als zijn vader en tegelijk als zijn beste vriend.

### Dolf de "Kraai"
Stem: Johnny Kraaijkamp jr.

Vanaf aflevering 4 regelmatig

Dolf is een kraai die reeds sinds de kinderjaren van Alfred zijn tegenstander is. Eigenlijk is hij slechts half kraai, omdat zijn moeder een merel was. Daar is hij helemaal niet trots op, Dolf wil een echte kraai zijn. Met schoensmeer verft hij zijn gele snavel helemaal zwart.
Aan het begin van de serie is Dolf de pestkop van de klas. Alfred moet het vaak ontgelden. Zo vindt Dolf het raar dat Alfred's vader een mol is en hij treitert Alfred hier voortdurend mee. Dolf is bedrieglijk en manipulatief. Al snel krijgt hij een grote drang naar macht en rijkdom, waarbij hij misdaad niet schuwt. Hij is verantwoordelijk voor een heleboel smerige zaakjes waaronder diefstal, wapensmokkel, ontvoering, poging tot moord. Uiteindelijk pleegt hij een staatsgreep waarmee hij tijdelijk als dictator de macht in Groot-Waterland overneemt, maar door toedoen van onder meer Alfred en de afgezette koning moet hij weer aftreden. Later probeert hij opnieuw aan de macht te komen.
Dat het personage Dolf een toespeling is op Adolf Hitler, is duidelijk; Dolf is deels naar deze persoon vernoemd en heeft ook grote uiterlijke overeenkomsten, inclusief kenmerkende haardracht en snor. Het uniform van Dolf is echter gebaseerd op dat van Napoleon. De leus 'Heil Hitler' is vervangen door 'Dolf is rechtvaardig' en de partij heet 'Nationale Kraaienpartij', een toespeling op de NSDAP.
Een kenmerkende uitspraak van Dolf is Kras op!.

### Winnie Wana
Stem: Ena Heese

Vanaf aflevering 27 regelmatig

Winnie is het vriendinnetje van Alfred, een zwarte vrouwtjeseend. Haar vader Kwah Wana is de leider van de zwarte opstandelingen tegen de rassensegregatie door de witte boerenganzen in Thuisland. Hij heeft Winnie en haar broertje Tom in Groot Waterland achtergelaten om zijn strijd voor gelijke rechten zonder gevaar voor zijn kinderen te kunnen voortzetten.
Winnies naam is een verwijzing naar Winnie Mandela, die enige tijd de echtgenote was van Nelson Mandela.

## Personages met een bijrol

### Meester Bas
Stem: Jan Anne Drenth

Aflevering 4 t/m 6 & 8

Meester Bas is de leraar van Alfred in zijn kinderjaren. Hij is een grote maar vriendelijke buldog met veel kennis. Naarmate Alfred opgegroeid is, is Meester Bas niet meer te zien in de serie.

### Wannes de Gans
Stem: Fred Butter

Vanaf aflevering 4 regelmatig

Klasgenoot van Alfred en een van Dolfs kameraden. Hoewel niet zo dom en goedgelovig als Hannes, is Wannes ook een meeloper. Aanvankelijk is hij niet echt een vijand van Alfred, wel kiest hij vrijwel altijd partij voor Dolf. Eenmaal opgegroeid hangt hij veel met Dolf en Hannes rond in het café. Wannes wordt lid van de Nationale Kraaienpartij en neemt in naam van Dolf Jonkheer Poen gevangen.
Wanneer Dolf moet vluchten en de koning de macht terug overneemt, wordt van Wannes voor lange tijd niets vernomen, totdat Lispel de Kwal op een dag bij Wannes aanklopt. Hoewel hij eerder altijd blut was, blijkt Wannes nu over voldoende goudstukken te beschikken. Hij koopt geheime informatie van de spion, die hem vertelt dat Alfred illegale zwarte eenden uit het Thuisland onderdak geeft. Wannes is een aanhanger van het apartheidsregime in het Thuisland, waar witte ganzen de zwarte eenden zwaar onderdrukken. Hij heeft racistische denkbeelden en beschouwt witte eenden als superieur aan zwarte. Hij reist Alfred en Winnies ouders achterna om te helpen de opstand van de zwarte eenden te stoppen.
Later keert Dolf terug en neemt deel aan de presidentsverkiezingen. Wannes helpt hem hierbij, totdat Dolf de strijd lijkt te verliezen en zijn toevlucht zoekt in een gevaarlijk illegaal plan. Met last van zijn geweten besluit Wannes samen met Alfred naar de politie te gaan.
De naam Wannes is misschien geïnspireerd door Wammes Waggel.

### Hannes de Gans
Stem: Jip Wijngaarden

Vanaf aflevering 4 regelmatig

Klasgenoot van Alfred en een van Dolfs kameraden. Hannes is lui, sloom en niet al te snugger. Hij trapt dan ook makkelijk in Dolfs leugens en is een meeloper. Zo wint Hannes de olympiade door gestolen pilletjes te slikken, die hij van Dolf kreeg. Eenmaal opgegroeid hangt hij veel met Dolf en Wannes rond in het café. Hoewel niet zozeer een vijand van Alfred, kiest Hannes vrijwel altijd partij voor Dolf. Hannes wordt dan ook lid van de Nationale Kraaienpartij en neemt in naam van Dolf Kolonel Rangpang gevangen. Wanneer Dolf moet vluchten en zijn staatsgreep voorbij is, wordt van Hannes niets meer vernomen in de rest van de serie.

### Pikkie de Ekster
Stem van jonge Pikkie: Laura Vlasblom

Stem van volwassen Pikkie: Fred Butter

Aflevering 2, 3, 6, 12, 31, 32, 49, 50, 52 

Pikkie is een ekster en een vriend van Alfred sinds zijn kinderjaren. Hij steelt vaak glimmende dingen. Hij bedoelt het niet kwaad maar hij kan het niet helpen omdat hij een ekster is, met een natuurlijke aandrang om glimmende dingen te willen pakken. Dit brengt hemzelf en anderen vaak in de problemen. Zo steelt Pikkie onder andere het kroonjuweel van de koning, de pot met goud achter de regenboog en valt de schaakkoningin aan om haar kroon te grijpen. Na afloop heeft hij altijd spijt van zijn obsessieve gedrag.
Pikkie krijgt als hij volwassen is een baan bij een olieboorplatform als diamantenexpert.

### Ollie de Ooievaar
Stem: Doris Baaten

Vanaf aflevering 2 regelmatig

Ollie is een ooievaar, en reeds in de kinderjaren een vriend van Alfred. Hij gaat later rechten studeren en neemt als advocaat deel aan de presidentsverkiezingen als opponent van Dolf de Kraai. Hij wordt met steun van Alfred de eerste democratisch gekozen president van Groot Waterland.
Als Ollie in de serie wordt geïntroduceerd is het nog een vrouwtjesooievaar. Later zou hij van geslacht veranderen en verder te zien zijn als mannetjesooievaar. In 2013 maakt Herman van Veen in een interview bekend dat dit bewust was gedaan.

### Koning Radbout III
Stem: Paul van Vliet

Vanaf aflevering 2 regelmatig

Koning Radbout III is een leeuw, en de koning van Groot Waterland. Hij heeft een zoon, kroonprins Frans Ferdinand II, die hem later opvolgt als koning. Hij heeft een groot fantasie wat betreft het jagen. Zo zag hij een verkeersbord voor een hert aan en dacht hij dat de bus die Alfred en zijn vrienden naar het kasteel brengt ook een hert was. Met zijn zoon Frans Ferdinand II heeft hij een moeilijke verhouding. Zijn zoon ziet niets in het opvolgen van zijn vader, omdat hij liever ruimtevaarder wil worden dan koning.

### Koning Frans Ferdinand II
Stem: Paul van Vliet

Aflevering 3 (als kroonprins), 6, 20 t/m 25, 28, 43 & 44

Koning Frans Ferdinand II is eerst de kroonprins en later de koning van Groot-Waterland als opvolger van zijn vader, Koning Radbout III. Hij geeft in eerste instantie weinig om de besturing van zijn land, is niet geïnteresseerd in politiek en houdt meer van luieren in zijn limonade-bad. Het geld van de koninklijke familie raakt op, dus besluiten de koning en zijn ministers geld te lenen van Alfred, die op dat moment geld inzamelt voor een goed doel. Als de koning de terugbetaling eindeloos blijft uitstellen, gaat Alfred het geld zelf terughalen. Met hulp van de familie Bij leidt dit tot een pijnlijke eerste kennismaking tussen Alfred en de koning.
Pas wanneer Dolf de macht overneemt, ziet hij in dat zijn land meer aandacht verdient. Verdreven uit zijn kasteel besluit de koning te vluchten naar Breed-Rietland, waar hij Alfred en andere door Dolf verbannen tegenstanders aantreft. Ze bedenken een plan om Dolf te verdrijven door hem zijn geld af te nemen. Vervolgens keert koning Frans Ferdinand II terug als heerser en wil het geld gebruiken om zijn land beter te besturen, als democratie.
De koning blijft vervolgens een vriend van Alfred. Zo helpt hij de familie Wana aan een verblijfsvergunning en neemt Alfred in vertrouwen wanneer hij erover denkt de macht over te dragen aan een president.
Koning Frans Ferdinand II is gebaseerd op de koning van Rimpelrug uit de oorspronkelijke theatershow over Alfred J. Kwak, die ook geld van Alfred leent. De koning in dat verhaal is echter veel boosaardiger en probeert Alfred door middel van listen kwijt te raken, waarbij hij geweld niet schuwt, terwijl het in de serie zijn ministers zijn die Alfred in de kerker willen opsluiten, waar de onbekwame koning het zelf niet mee eens is.

### Snel
Stem: Niek Barendsen

Aflevering 6, 7 t/m 9, 11, 52 

Snel is een konijn uit de klas van Alfred. Hij doet mee met de olympiade en gaat ook bij de zeeverkenners. Hij hielp Alfred ook met de bouw van zijn huis.

### Kapitein Stoppel
Stem: Niek Pancras

Vanaf aflevering 7 regelmatig

Kapitein Stoppel is een gerespecteerd zeekapitein van Groot Waterland en goede vriend van Alfred. Ze ontmoeten elkaar wanneer Alfred bij de zeeverkenners gaat, waar Stoppel kapitein van De Zeewolf is. Dit schip wint op eerlijke manier de race tegen Groot-Musland, nadat Alfred Lispel de Kwal wist te ontmaskeren.
Jaren later laat Burgemeester K. Rokodil een supersonische vissersboot bouwen, die de haringen bedreigt. Aanvankelijk zou Stoppel kapitein van deze boot worden. Alfred en Henk vragen de zaagvis Wiedewiedewage dit schip te saboteren, maar komen hierna in een hevige storm terecht. Kapitein Stoppel redt ze van verdrinking en vangt ze op in zijn huis, waar Alfred en Henk ook zijn vrouw Lisa ontmoeten. De Gloria I ontploft maar K. Rokodil laat de Gloria II bouwen, die een nog grotere bedreiging voor de haringen vormt. Stoppels geweten speelt op en kan dit als man van de zee niet accepteren, waarbij hij van deze baan afziet. Hij trekt zich het lot van de haringen erg aan. Helaas kan het schip ook bestuurd worden door een computer, waarna Alfred en Henk eropuit trekken om hulp te vragen aan de walvissen.
Kapitein Stoppel wordt kapitein op het schip De Zonneschijn, waar Alfred regelmatig mee reist. Of de reis nu naar het Thuisland, Jeel of de Wilde Westzee gaat, Stoppel is er vaak om Alfred en zijn vrienden te vergezellen.
Een kenmerkende uitspraak van Kapitein Stoppel is Alle walrussen!.
Kapitein Stoppel vertoont opvallende overeenkomsten met kapitein Wal Rus, een van de vaste personages uit de Bommelsaga.

### Lisa Stoppel
Stem: Donate den Hertog

Lisa is de vrouw van Kapitein Stoppel.

### Kolonel Rangpang
Stem: Bob van Tol

Aflevering 7, 8, 16 & 22 t/m 25, 52

Kolonel Rangpang is een aap en een kolonel in de marine of het leger van Groot Waterland. Hij ontmoet Alfred voor het eerst bij de zeeverkenners, maar komt hem later weer tegen tijdens Alfreds reis naar de Zuidpool. Vanaf aflevering 22 wordt hij generaal genoemd.

### Professor Paljas von Pinguïn
Stem: Herman van Veen

Vanaf aflevering 18 regelmatig

Professor Paljas von Pinguïn is een ijsbeer en een veelzijdig wetenschapper, die Alfred steeds weer op gevaarlijke missies over de gehele wereld meeneemt. Daarbij dient zijn grote vliegende windmolen, die ook kan transformeren in een onderzeeër en een ruimteschip, als transportmiddel. Ook spreekt hij met een sterk Duits accent, waardoor hij Alfred consequent aanspreekt als Alfreed.
Hij is deels gebaseerd op Albert Einstein.

### K. Rokodil
Stem: Bram van der Vlugt

Afleveringen 1, 2, 14 t/m 16, 18, 19, 26, 40 t/m 42 en 51

K. Rokodil is een krokodil en de burgemeester van Polderstad, de hoofdstad van Groot Waterland. Hij is een ware kapitalist, enkel uit op het vergroten van zijn kapitaal. Daarbij botst hij regelmatig met Alfred, die het onrecht dat Rokodil sommige dieren aandoet probeert te voorkomen. K. Rokodil is ook degene die Alfreds familie heeft aangereden, hoewel niemand in de serie hier uiteindelijk achter komt.
Aan het einde van aflevering 51 wordt hij gearresteerd dankzij Alfred.

### Professor Hannibal
Stem: Kees Schilperoort

Vanaf aflevering 1 regelmatig

Professor Hannibal (een nijlpaard) is een uitvinder die onder meer samenwerkt met burgemeester K. Rokodil en kapitein Stoppel. Samen zoeken ze steeds nieuwe manieren om snel veel geld te verdienen. Aan het einde van aflevering 51 worden Hannibal en K. Rokodil samen gearresteerd.

### Bart Beton
Stem: Fred Butter

Afleveringen 1, 2, et cetera

Bart Beton is een bever en de president-directeur-generaal van de Betonmaatschappij die verantwoordelijk was voor het verwoesten van het thuisgebied van Alfreds ouders en Henk. Later komt hij ook nog tijdelijk in beeld als K. Rokodil en Hannibal van plan zijn om in de Himalaya een vakantieoord te bouwen. Hij vroeg ook eens de deskundigheid van Henk toen ze op een speciaal soort gesteente zijn gestuit waar zelfs hun hardste diamant niet doorheen kan boren.

### Lispel de Kwal
Stem: Bill van Dijk

Vanaf aflevering 7 regelmatig

Lispel is een kwal die als spion werkt. Hij vindt het leuk andermans geheimen af te luisteren en door te verkopen aan hen die er geld voor geven. Lispel geeft vaak informatie aan Alfreds tegenstanders zoals Dolf en K. Rokodil. Wanneer hij in zoet water zwemt wordt hij ziek.

### Igor de mus
Stem: Henk Temming

Aflevering 7, 8, 23, 24, 25

Igor de mus, is in den beginne een spion. Hij infiltreert bij zeeverkenners om zo hun geheimen te ontfutselen. Dit is in de periode dat Alfred nog jong is. Ook helpt hij Alfred en een paar anderen ontsnappen uit het hoofdkwartier van de Kraaienpartij en helpt hij bij de bevrijding.

## Titelpersonages

### Krabnagel de kat
Stem: Herman van Veen

Aflevering 3, 4, 5, 12, 13 & 33

Krabnagel is de gevaarlijke crimineel van Groot Waterland, die het liefst kleinere dieren opeet. Hij loopt met een stalen kogel aan zijn voet, maar dat lijkt zijn snelheid niet te verminderen. Ook heeft hij vaak een hengel of een geweer bij zich. Hij is niet erg slim, maar weet bijna altijd uit de handen van de politie te blijven. In de aflevering Cowboys en Indianen wordt hij als "Vinger de Vlug" gearresteerd met hulp van Alfred.

### De geest
Stem: Anton Kothuis

Aflevering 9 & 10
De kwade geest van de duisternis, verantwoordelijk voor vele rampen en kwellingen in zijn thuisland. Vanwege deze wandaden werd de geest door de goden opgesloten in een mysterieuze fles. Door de jaren heen is de fles verloren geraakt, maar belandt als cadeau van Ollie in handen van Alfred. Benieuwd wat er in de fles zit, wordt de fles door Alfred en Dolf open gemaakt. De geest wil hem opeten, maar gelukkig ontdekt Alfred dat de geest niet tegen licht kan en weet zo een ramp te voorkomen. De fles wordt door de dienaren van de oosterse keizer meegenomen, die al lange tijd naar de fles op zoek waren.

### De witte koningin
Stem: Christine Ewert

Aflevering 12 en 13
Alfred en Henk spelen graag een spelletje schaak, waarbij Henk vaak erg lang moet nadenken. Als in een droom komt de witte Koningin van het schaakspel dan tot leven en gaat samen met Alfred de wereld in. De Koningin ontmoet Pikkie en Ollie. Pikkie kan de schittering van de kroon niet weerstaan en valt de Koningin aan, waarvoor hij zich excuseert. Erger wordt het wanneer Alfred en de Koningin vliegend over de stad getuige zijn van een inbraak, waar zowel Krabnagel als Dolf verdacht van worden.
De volgende avond wil Alfred dit uitzoeken en vliegt met de Koningin naar Dolf, die haar kroon steelt. Wat Alfred niet weet is dat ze voor zonsopgang terug op het schaakbord moet zijn. Anders kan ze nooit meer tot leven komen. Alfred roept de hulp van het volledige schaakspel in om de kroon terug te krijgen.

### De inktvis
Stem: Guido Jonckers

Aflevering 18
Alfred en Henk komen deze grote inktvis tegen op weg naar de zuidpool. Aanvankelijk wil hij Alfred en Henk opeten, wat Alfred oplost door hem het eerder gekregen buitenaardse voedsel te voeren. Niet veel later besluit de inktvis hen te willen bedanken en een liedje voor hen wil zingen ... Onder water.

### Els de Walvis
Stem: Angélique de Boer

Aflevering 19

### Malahydama (of Mala Hidama) de Sneeuwman
Stem: Hans Otjes

Aflevering 26
In tegenstelling tot wat gedacht wordt, is deze 'verschrikkelijke' sneeuwman erg aardig. Hij redt Alfred en Professor Paljas van de sneeuwstorm waarin zij verzeild raken. Alfred en Paljas besluiten Malahydama te redden, want zijn woonplaats wordt bedreigd door plannen om daar een skioord te maken.

### Michael Duckson
Stem: Jason Johnson

Aflevering 36
Grote popster waar Winnie kort verliefd op wordt en Alfred niet meer ziet staan. Tijdens een concert mag ze hem zelfs ontmoeten, al blijkt snel dat Michael Duckson de schijn ophoudt en al getrouwd is. Beschaamd om haar gedrag keert Winnie terug bij Alfred, die uit jaloezie piano heeft leren spelen. Uiteraard is Michael Duckson gebaseerd op Michael Jackson.

### De heks
Stem: Angélique de Boer

Aflevering 39
Wanneer Alfred moet oppassen bij Ollies gezin, heeft hij na het voorlezen van Hans en Grietje een droom. Daarin wil de lelijke Heks met hem trouwen, wat Alfred natuurlijk niet wil.

### De draak
Stem: Koos van der Knaap

Aflevering 42
De draak komt van een andere planeet en is in een vulkaan gevallen op een eiland in de Wilde Westzee. Zijn staart zit vast onder een groot rotsblok en een van de vleugeltjes op zijn rug is gebroken, waardoor hij niet uit de vulkaan kan komen. Hij spuwt een koud vuur, dat een beetje kietelt en de mensen heel vrolijk maakt. De draak is echter heel verdrietig, en hij spuwt en huilt en kreunt om hulp te vragen, maar iedereen denkt alsmaar dat het de vulkaan is. Als Alfred in de vulkaan valt en de draak ziet, zet hij een reddingsactie op touw. K. Rokodil en Dolf zien dit echter en kopen de draak om hem in een pretpark op te sluiten. De draak denkt eerst dat dit Alfreds schuld is, maar als Alfred en Professor Paljas 's nachts met hem komen praten, vertelt hij hun over de andere draken op zijn planeet. Na weken verlangend gewacht te hebben, komen de andere draken hem redden, en nemen hem mee terug naar zijn eigen planeet.

### Pierrot de clown
Stem: Michiel Kerbosch

Aflevering 46

Deze clown woont op de maan. Hoewel zijn bestaan eerst een gerucht lijkt, bezoeken Alfred en Henk hem om zijn magische viool te lenen. Daarmee kan een ongeneeslijke ziekte genaamd mozons worden bestreden, al heeft de viool ook nog vele andere krachten. Als dank geven ze de clown een kristallen vioolkist.

## Personages met een kleine rol

### Alfreds ouders
Stem Johan Sebastiaan Kwak: Herman van Veen

Stem Anna van de Polder: Marlous Fluitsma

Aflevering 1 & 2

De ouders van Alfred zijn Johan Sebastiaan Kwak en Anna van de Polder. In de lente worden zij aan elkaar voorgesteld door Henk de Mol, waarbij zij meteen verliefd op elkaar worden. Na verloop van tijd zijn er 7 eieren en vervolgens een klomp vol eendenkuikens, waarvan Alfred de oudste is.
Na enige tijd wordt hun woonplaats verwoest om plaats te maken voor een pretpark, dus moet het gezin verhuizen. Ze besluiten naar het huis van Henks grootvader te reizen, om daar een nieuw leven op te bouwen. Het noodlot slaat onderweg toe als Anna, Johan en alle kuikens behalve Alfred worden overreden door de auto van de projectontwikkelaars. Op dat moment was Henk op zoek naar de afgedwaalde Alfred. Alfred blijft zodoende alleen over, waarna Henk besluit hem op te voeden als zijn eigen zoon.
De naam Johan Sebastiaan Kwak is waarschijnlijk een toespeling op Johann Sebastian Bach.

### De monseigneur
Stem: Guido Jonckers

Aflevering 21 tot en met 25

De monseigneur is de aartsbisschop van Polderstad. Zijn kleding die versierd is met kerstballen en kerstverlichting is een verwijzing naar de pracht en praal van de Rooms-Katholieke Kerk. Hij komt voor het eerst voor in de aflevering "De Bijen". Hij zat toen in de vergaderzaal samen met de Minister van Financiën en jonkheer Poen van Kalekoen om over het geldcrisis van de koninklijke familie te praten. Hij werd ook met de andere leden van de hofhouding door bijen weggejaagd. Later heeft hij nog een geheime ontmoeting met Dolf de kraai die hem wil overhalen zijn kant te kiezen in plaats die van de koning. Hij toont zich toen als een gewiekste onderhandelaar die een grote som geld van de Nationale Kraaienpartij probeert los te peuteren.

### De premier
Stem: Niek Barendsen

Aflevering 20 tot 23 en aflevering 43

De premier is een nijlpaard dat de koning weleens bezoekt in zijn badkamer. Eerst vraagt hij de koning om uit bad te komen om een handtekening te zetten op een belangrijk formulier van de ambassadeur van Groot-Musland. Hij raadt de koning ook aan om meer zelfvertrouwen te hebben omdat mensen daar respect voor hebben. Hij wordt net als de andere leden van de hofhouding door de bijen weggejaagd. In aflevering 43 zegt hij de koning dat hij Dolf het bevel moet geven om kolonel Rangpang en jonkheer Poen vrij te laten.

### De chauffeur
Stem: Niek Barendsen

Aflevering 27 en 29
Deze paarse tijger werkt voor Lispel de kwal als zijn privéchauffeur. Hij houdt niet van zeewater omdat hij daar een rauwe keel van krijgt. In aflevering 27 heeft hij de achterbank van de wagen in plaats van met zeewater met gewoon kraanwater en zes zakken zout bijgevuld, waardoor Lispel krimpt en paars van kleur wordt. Lispel heeft hem toen onmiddellijk ontslagen, maar vreemd genoeg werkt hij in aflevering 29 gewoon weer voor Lispel als zijn privéchauffeur. Hij bracht hem toen bij het huis van Wannes de Gans.

### Koningin Nora
Stem: Alida Neslo

Aflevering 45 & 50

### Verslaggever
Stem: Felix Meurders

Aflevering 41, 42, 43, 44, 50 & 52

## Personages met een eenmalige rol

### Rap de kiekendief
Stem: Hans Otjes

Aflevering 1

Rap de kiekendief is een roofvogel die het voorzien had op het nest van Johan en Anna Kwak.
Het lukte hem om het ei met Alfred erin van Johan af te pakken toen deze ruzie maakte met een kraai en een merel (vermoedelijk de ouders van Dolf). Maar omdat Henk voor zijn poten liep, verloor hij het ei. Later probeert hij Alfred als kuiken nog te pakken, maar werd door Henk weggejaagd.

### Stamp de olifant
Stem: Hans Otjes

Aflevering 6

Stamp de olifant is een patiënt bij de dokter. Hij is ziek en krijgt daarvoor pillen (die eigenlijk alleen geschikt zijn voor olifanten). De pillen geven je meer energie. Wanneer Dolf dit hoort en het medicijn aan Hannes geeft, zodat hij beter presteert tijdens de Olympiade van de school, krijgt hij ook daadwerkelijk meer energie maar de bijwerkingen zijn niet te overzien. Hannes groeit uit tot het formaat van een olifant.

### Meneer Vlier
Stem: Arthur Boni

Aflevering 6

Meneer Vlier is de apotheker van Polderstad. In zijn apotheek steelt Pikkie de Ekster de energie-pilletjes voor Hannes, nadat Dolf Pikkie gechanteerd heeft.

### Colombo de clown
Stem: Cor Witschge

Aflevering 11 

Colombo is de clown van het circus waar Alfred wilde solliciteren. Omdat hij ziek is, dacht de circusdirecteur erover om een nieuwe clown te nemen. Colombo probeerde Alfred de leerlingclownnummer te leren waarbij Alfred de meester speelt en Colombo de leerling die alles fout doet en uiteindelijk op het laatste moment net als Alfred waggelend de piste uit zal lopen. Tijdens het oefenen stort Colombo neer omdat hij te zwak is. Hij waarschuwde Alfred nog voor plankenkoorts.

### Wiedewiedewage
Stem: Henk Westbroek

Aflevering 15

Wiedewiedewage is een zaagvis. Alfred roept zijn hulp in wanneer K. Rokodil een nieuw schip wil bouwen waarmee hij alle haringen zou kunnen vangen. Altijd bereid zijn medevissen te helpen, verwoest Wiedewiedewage het schip van K. Rokodil door een gat in de machinekamer te zagen, hetgeen leidt tot een explosie.

### De stuurman van de Gloria
Stem: Hans Otjes

Aflevering 15 

De stuurman die een zeerob moet voorstellen had de avond voor het te water laten van het schip de Gloria een gesprek met kapitein Stoppel waarin hij aanvoert dat het een fantastische schip is en de haringen geen enkele kans hebben om te overleven. Aan het eind van de aflevering vertelt hij aan de kapitein dat hij aan boord lag te slapen tot hij door de explosie wakker werd en hij zich uit de voeten maakte. Hij zei nog dat hij als enige aan boord was.

### Leifeet de zanger
Stem: Henk Westbroek

Aflevering 20

Leifeet is een zanger die Alfred op de tv ziet terwijl Henk bij hem op bezoek is. Later verschijnt hij weer in de droom van Alfred in Zonder Waterland "om men ervan te overtuigen dat onze bijdragen ter plekke aankomen en goed worden besteed". Leifeet zegt dat hij Alfred kent omdat hij gisteren naar hem op de tv keek.

### Sergo de rat
Stem: Bill van Dijk

Aflevering 20 

Sergo is een woestijnrat die Alfred ontmoet tijdens zijn nachtmerrie. Hij vertelt Alfred dat de dieren in het woestijn niet genoeg water hebben om te oogsten waardoor ze hun land niet kunnen ontwikkelen. Hij gelooft dat er diep onder de grond genoeg water zit om het land vruchtbaar te maken.

### Schoolmeester in droom
Stem: Fred Butter

Aflevering 20

### De waarzegger
Stem: Guido Jonckers

Aflevering 35 

De waarzegger is een panda die aan waarzeggerij doet. Hij is tevens de burgemeester van het zuidelijke arme deel van het Land van Twee. Hij vertelt Alfred en professor Paljas over de Mozonvirus en over een clown op de maan die viool speelt en met de viool kun je het virus doden.

### Prinses Budor
Stem: Alida Neslo

Aflevering 38

### Hans en Grietje
Stem Hans: Fred Butter

Stem Grietje: Alida Neslo

Aflevering 39

### Alem Palem
Stem: Michiel Kerbosch

Aflevering 42

Alem Palem is een aap, en de gouverneur van het vulkaaneiland in de Wilde Westzee, waar een draak in de vulkaan vuurspuwt. Hij vraagt toeristen om te betalen, en als Professor Paljas betaald heeft, helpen Alem Palem en andere apen hen met hun tocht over het eiland.

### Maharadja Nikiloko Poen
Aflevering 42

Maharadja Nikiloko Poen is een aap, en is de baas van het vulkaaneiland in de Wilde Westzee, waar een draak in de vulkaan vuur spuwt. Hij is erg gesteld op geld, en verkoopt zonder lang nadenken de draak aan K. Rokodil en Dolf de Kraai voor veel geld.

### Meneer Ford
Stem: Bill van Dijk

Aflevering 48
Hij is een zakenrelatie van Professor Paljas uit Japon, een land dat verslingerd is aan de golfsport. Meneer Ford is geïnteresseerd in Paljas' vliegende molen, maar ze krijgen onenigheid over de benaming van het voertuig. Om de definitieve naam te besluiten wordt een wedstrijd golf gespeeld, waarbij Alfred voor Professor Paljas moet invallen. Tegen alle verwachtingen blijkt Meneer Ford niet echt een goede golfer te zijn, waardoor de wedstrijd vrij gelijk opgaat.

## Stemmen
- Ryan van den Akker
- Frits Lambrechts
- Johnny Kraaijkamp jr.
- Ena Heese
- Jan Anne Drenth
- Laura Vlasblom
- Fred Butter
- Doris Baaten
- Paul van Vliet
- Niek Pancras
- Bob van Tol
- Herman van Veen
- Bram van der Vlugt
- Kees Schilperoort
- Bill van Dijk
- Guido Jonckers
- Michiel Kerbosch
- Marlous Fluitsma
- Alida Neslo
- Felix Meurders
- Hans Otjes
- Arthur Boni
- Cor Witschge
- Henk Westbroek
- Niek Barendsen
- Koos van der Knaap
- Peter Lusse
- Ger Smit
- Henk Temming
- Babette van Veen
- Hans Veerman
- Serge-Henri Valcke
- Anton Kothuis
- Christine Ewert

In de Duitse versie van Alfred Jodocus Kwak spreken Ryan van den Akker, Herman van Veen en Marlous Fluitsma ook hun stem in.